# Гострий простатит
Гострий простатит — гостре запальне захворювання передміхурової залози, спричинене бактеріальним інфікуванням її тканини. Характерною ознакою гострого простатиту є збільшення об'єму простати, що в свою чергу зумовлює стискання сечовипускного каналу та спричинює гостру затримку сечі на відміну від хронічного простатиту або аденоми простати, коли затримка сечі наростає поступово. Цей стан вимагає невідкладної медичної допомоги.

## Класифікація
Види:
- катаральний
- фолікулярний
- паренхіматозний[1]

За класифікацією NIH США гострий простатит належить до категорії I простатитів.

## Етіологія і патогенез
Гострий простатит може бути спричинений різними мікроорганізмами . Найбільш часто тканини передміхурової залози уражаються такими бактеріями, як кишкова паличка, клебсієла, протей, синьогнійна паличка, ентеробактер, ентерококи, серрація і золотистий стафілокок. Багато з цих агентів є компонентами нормальної мікрофлори організму і постійно присутні на шкірі, в [[Кишка|кишці]у тощо. Однак проникаючи в тканини передміхурової залози вони здатні спричинити розвиток гострого запального процесу.

## Фактори ризику
Фактори ризику включають:
- Фімоз
- Внутрішньопростатичний протоковий рефлюкс
- Незахищений вагінальний/анальний статевий акт
- Розвиток інфекції сечовивідних шляхів
- Постійний катетер
- Трансуретральна біопсія/операція
- Вроджена аномалія сечоводу
- Сексуальне насильство[2]

## Клінічні прояви
Чоловіки, які страждають на гострий простатит, часто скаржаться на гарячку , озноб, підвищення температури тіла (причому, навіть якщо температура тіла, виміряна під пахвою або в роті, нормальна, температура тіла, виміряна в задньому проході, нерідко виявляється підвищеною; характерна також різниця між ректальною температурою і температурою в пахвовій западині, яка перевищує звичайні 0,5 °C), біль в нижній частині спини , попереку, внизу живота або в промежині, в тазу або в паховій області, в мошонці, задньому проході, прискорене сечевипускання, нічні позиви до сечовипускання (ніктурию), дизурії (болючість, різь або печіння в сечівнику у разі сечовипускання), а також ознаки загальної інтоксикації організму — слабкість, головний біль, відчуття втоми, розбитості, болю в м'язах , суглобах , кістках та інший тілесний біль. Характерно ускладнення сечовипускання, іноді аж до гострої затримки сечі. Можуть спостерігатися також запори внаслідок здавлювання збільшеною передміхуровою залозою прямої кишки або дискомфорт під час дефекації. Гострий простатит може бути ускладненням біопсії передміхурової залози. У разі пальцевого обстеження через задній прохід передміхурова залоза хворого на гострий простатит збільшена, набрякла, різко болюча. У деяких випадках спостерігаються безбарвні, білуваті або жовтувато-зеленуваті виділення із сечовипускального каналу, а також гемоспермія (кров в спермі).
Гострий інфекційно-запальний процес у передміхуровій залозі може дати початок сепсису або висхідній інфекції сечових шляхів — циститу , пієлонефриту. У подібних випадках стан хворого розцінюється як критичний і вимагає екстреної госпіталізації. Трапляється гострий простатит рідкісно.

## Діагностика

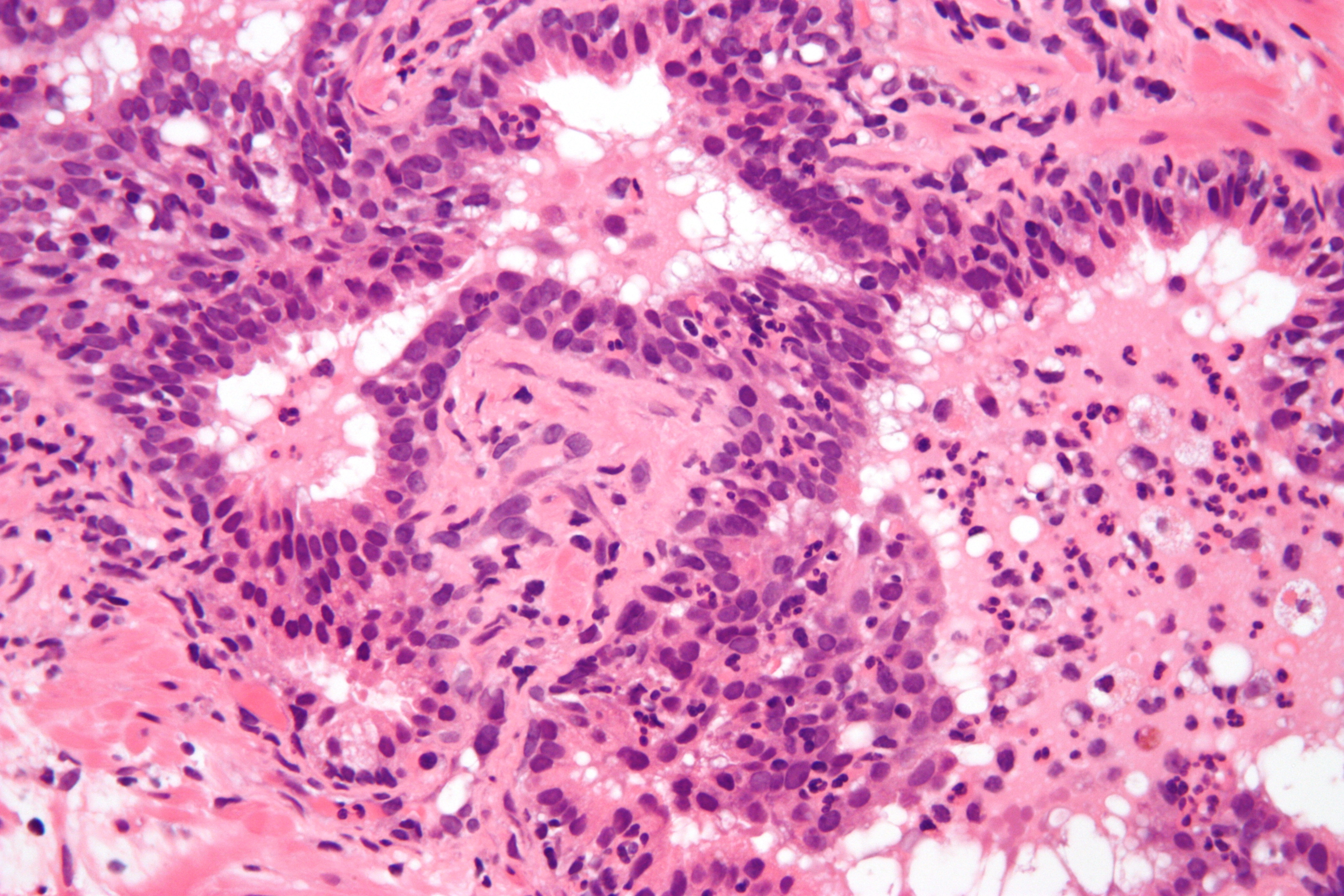
Дрібна світлина, яка показує нейтрофільную інфільтрацію передміхурової залози при гострому простатиті. Забарвлення гематоксилін-еозином.

Гострий простатит досить легко діагностується завдяки типовій клінічній симптоматиці й наявності виражених клінічних проявів, які дозволяють припустити гострий інфекційно-запальний процес у передміхуровій залозі.
Найменш необхідний обсяг обстеження для діагностики гострого простатиту у разі підозри на нього включає в себе вимір ректальної температури й під пахвою або в роті, огляд і пальпацію пахових і промежинних лімфатичних вузлів, загальний клінічний аналіз крові з розгорнутою лейкоцитарною формулою, аналіз крові на білки гострої фази запалення (С-реактивний білок та ін.). І на простатичний специфічний антиген, загальний клінічний аналіз сечі, взяття мазків із сечовивідного протоку, бактеріоскопію й посів на чутливість до антибіотиків взятих мазків і виділень із сечового каналу, бактеріоскопію сечового осаду й посів сечі або сечового осаду на бактерії з визначенням їхній чутливості до антибіотиків, пальцеве дослідження передміхурової залози. За необхідністю проводяться додаткові обстеження: бактеріоскопія крові й посів крові на бактерії з визначенням їхній чутливості до антибіотиків (у разі підозри на простатогенний сепсис), трансректальне УЗД передміхурової залози з пункцією підозрілих на абсцес її ділянок, КТ або / і МРТ органів малого таза.
Температура в задньому проході при гострому простатиті зазвичай підвищена. Різниця між ректальною температурою і температурою під пахвою або в роті зазвичай перевищує 0,5 °C. У сечі або сечовому осаді виявляється підвищена кількість лейкоцитів. Мікроорганізм-збудник може бути виділений із сечі, крові, мазків із сечовивідного каналу або з виділень із сечового каналу. Клінічний аналіз крові при гострому простатиті нерідко виявляє типові для гострих інфекційно-запальних процесів зміни: нейтрофільний лейкоцитоз, часто зі здвигом лейкоцитарної формули вліво, і зниження кількості еозинофілів (еозінопенію аж до повної анеозінофілія), рідше еозинофілію.
Сепсис як ускладнення гострого простатиту є рідкістю, але може спостерігатися у пацієнтів з імуносупресією ; високий рівень гарячки, виражена інтоксикація, значна вираженість загальних проявів, таких, як слабкість і розбитість, є проявами, підозрілими щодо сепсису і вимагають посіву крові на мікроорганізми.
Масаж передміхурової залози як діагностична процедура протипоказаний при гострому простатиті і навіть при підозрі на гострий простатит, оскільки може спричинити поширення збудника по всьому організму і розвиток сепсису. Оскільки бактерії, які з'явилися збудниками гострого простатиту, при цьому захворюванні зазвичай легко виділяються з сечі, сечового осаду і / або крові, то масаж передміхурової залози і отримання її секрету зовсім не потрібні для постановки діагнозу.
Промежина хворого гострим простатитом може бути болючою при пальпації. Можуть бути збільшені пахові і промежинні лімфатичні вузли.
При пальпації передміхурової залози через задній прохід зазвичай виявляється збільшена, підвищено чутлива до дотику, набрякла, болюча, гаряча на дотик, надмірно розтягнута передміхурова залоза, в якій іноді можуть виявлятися неоднорідності — запальні ущільнення. Діагностична пальпація передміхурової залози у хворих з гострим простатитом нерідко буває вкрай ускладнена, а часом неможлива без аналгезії і седації через надзвичайну болючість і чутливість передміхурової залози, а також через ірадіаційну болючість і рефлекторний спазм ануса.
У більшості випадків гострого простатиту підвищено С-реактивний білок та інші білки гострої фази запалення.
Біопсія передміхурової залози при гострому простатиті протипоказана, так як може сприяти поширенню збудника або додаткового інфікування простати ще одним видом мікроорганізмів. Крім того, біопсія передміхурової залози як діагностична процедура при гострому простатиті просто не потрібна, оскільки характерні клінічні ознаки та прояви, а також дані пальцевого дослідження передміхурової залози, аналізів крові, сечі та мазків із сечовивідного каналу зазвичай дозволяють поставити правильний діагноз і без біопсії. Гістологічним корелятом гострого простатиту є нейтрофільна інфільтрація тканини передміхурової залози.
Гострий простатит супроводжується тимчасовим підвищенням рівня простатоспецифічного антигену (ПСА) в крові, тому що він підвищується при гострому простатиті і знову знижується, нормалізується незабаром після гострого інфекційно-запального процесу. Тестування на рівень ПСА в крові при неускладненому гострому простатиті, однак, не доцільно для постановки діагнозу.

## Лікування
Основою лікування гострого простатиту (простатиту категорії I NIH) є застосування відповідних комбінацій антибіотиків, ефективних проти даного збудника. Ефективність антибіотиків при гострому простатиті зазвичай проявляється дуже швидко, протягом декількох днів. Проте, лікування антибіотиками при гострому простатиті має тривати не менше 4-х тижнів, з метою повної ерадикації збудника і запобігання можливої хронізації процесу (розвитку хронічного бактеріального простатиту або так званого «хронічного простатиту / синдрому хронічної тазової болі»). Вибір антибіотиків при гострому простатиті повинен ґрунтуватися на підсумках визначення виду мікроорганізму, що викликав інфекцію і його особистої чутливості до антибіотиків.
Крім того, при виборі антибіотиків для лікування гострого простатиту слід враховувати ще кілька важливих факторів. Деякі антибіотики, такі, як бета-лактами (за винятком амоксициліну) та аміноглікозиди мають дуже погане проникнення в тканини і секрет передміхурової залози, в той час як деякі інші антибіотики, такі, як фторхінолони, макроліди, доксициклін, левоміцетин, Сульфаметоксазол/триметоприму, мають гарну здатність проникати в тканини і секрет передміхурової залози й здатні створювати високі концентрації в ній. Однак при гострому простатиті інтенсивне запалення сильно підвищує проникність гематопростатичного бар'єру, тому цей фактор (гарне проникнення в тканини і секрет передміхурової залози) не так важливий при виборі відповідного антибіотика, як при хронічному простатиті (категорії II, III і IV за класифікацією NIH). Більш важливо при гострому простатиті, як і при інших сепсисогенних і потенційно життєзагрозливих інфекційних хворобах, віддавати перевагу потужним бактерицидним антибіотикам (антибіотикам, які вбивають мікроорганізми), наприклад, фторхінолонам, а не бактеріостатичним антибіотикам, наприклад, сульфаметоксазол/триметоприму або доксицикліну. При застосуванні антибіотиків, здатних залежно від дози надавати бактеріостатичну або бактерицидну дію (макроліди, левоміцетин), доза антибіотика повинна бути достатньою, щоб створити саме бактерицидний, а не бактеріостатичний ефект. Це правило переваги бактерицидних антибіотиків і достатності доз особливо важливо в разі розвитку гострого простатиту у хворого з вираженою імуносупресією.
Хворі на гострий простатит з вираженою інтоксикацією, гарячкою, поганим загальним станом потребують екстреної госпіталізації і внутрішньовенному введенні антибіотиків. Хворі з легким перебігом гострого простатиту можуть лікуватися і амбулаторно. Додатковими заходами лікування рекомендуються фізичний спокій, постільний режим (фізичне навантаження на м'язи тазу при гострому простатиті здатна спричинити генералізацію збудника і розвиток сепсису), застосування анальгетиків, антипиретиків (жарознижувальних препаратів) і протизапальних препаратів групи НПЗЗ. При сильному болю виправдано короткочасне застосування опіатів. Важливо при гострому простатиті багато пити рідини, а у тяжких хворих — внутрішньовенна гідратація (внутрішньовенне введення рідин) і призначення діуретиків, оскільки рясне виділення сечі механічно промиває сечовивідні шляхи і профілактує розвиток висхідної сечової інфекції (циститу, пієлонефриту), а крім того, зменшує інтоксикацію. Рекомендується також застосування пом'якшуючих проносних типу вазелінового масла, які зменшують запори, що полегшують акт дефекації, виключають необхідність напруження під час її і роблять цей акт при гострому простатиті менш болючим. З метою полегшення акту сечовипускання рекомендуються спазмолітики і альфа-адреноблокатори (такі, як тамсулозин, доксазозин, празозин). З метою зменшення захисного напруження м'язів тазового дна, зменшення здавлювання запаленої передміхурової залози напруженими м'язами тазового дна і зменшення болючості можуть застосовуватися м'язово-розслаблюючі засоби, такі, як баклофен, сирдалуд, діазепам , прегабалін або габапентин. Пацієнтам з гострою затримкою сечі показано накладення тимчасового надлобкової фістули або періодична катетеризація сечового міхура.
З метою зменшення набряку і запалення передміхурової залози й забезпечення її тимчасового функціонального спокою, зменшення утворення в ній секрету, тимчасового зменшення кровотоку в ній і зниження ризику метастазування інфекції короткочасно застосовують антіандрогени (блокатори андрогенних рецепторів простати), такі, як ципротерону ацетат (раніше з цією ж метою короткочасно застосовувалися високі дози естрогенів, таких, як синестрол), а також невеликі холодні клізми (холод до передміхурової залози зменшує локальний набряк, запалення і біль, зменшує приток крові до запаленої передміхурової залозі й ризик генералізації збудника). Однак зниження кровотоку в передміхуровій залозі за допомогою антиандрогенів і холодних клізм може мати й негативні наслідки, зменшуючи доставлення до передміхурової залози антибіотиків та імунокомпетентних клітин і тим самим сповільнюючи розвиток гострого запального процесу і збільшуючи ризик хронізації процесу з розвитком хронічного простатиту, тому деякі лікарі заперечують проти застосування цих заходів при гострому простатиті. Проте, протилежний підхід — застосування теплових процедур (прогрівань передміхурової залози) і / або лікувального масажу передміхурової залози і / або призначення андрогенів у гострій стадії процесу вважають категорично протипоказаним зважаючи на ризик метастазування інфекції і ризику розвитку септицемії всі лікарі.
Відсутність швидкої клінічної відповіді на антибіотики при гострому простатиті має служити підставою для підозри на абсцес передміхурової залози і для негайного призначення трансректального УЗД простати і пункції ділянок, підозрілих на можливе абсцедирування. У разі виявлення абсцесу передміхурової залози лікування повинно включати в себе не тільки антибіотики, але і хірургічне або пункційне дренування абсцесу.
Слід також враховувати, що деякі поширені мікроорганізми, які часто служать збудниками гострого простатиту, зокрема кишкова паличка, швидко виробляють стійкість до антибіотиків і здатні утворювати захисні капсули навколо своїх клітинних стінок, а також здатні утворювати біоплівки, які знижують доступність цих бактерій для антибіотиків та імунокомпетентних клітин і збільшують тривалість виживання мікроорганізму в передміхуровій залозі і ймовірність персистенції збудника та хронізації процесу з розвитком хронічного бактеріального простатиту. Тому при виявленні подібних мікроорганізмів при гострому простатиті лікування антибіотиками має бути особливо наполегливим і тривалим.

## Прогноз
Повне одужання без будь-яких наслідків є найбільш типовим результатом.
У деяких випадках можливе ускладнення у вигляді хронізації запального процесу з розвитком хронічного бактеріального простатиту або так званого «Хронічного простатиту / синдром хронічного тазового болю». Можливі також й інші ускладнення: парапростатит (запалення фіброзної капсули передміхурової залози), парапростатична флегмона, флебіт парапростатичного венозного сплетення, абсцеси передміхурової залози, нориці передміхурової залози, сепсис, висхідна сечова інфекція — цистит, пієлонефрит, хронічний тазовий біль.